# Baetis posticatus
Baetis posticatus is een haft uit de familie Baetidae. De wetenschappelijke naam van de soort is voor het eerst geldig gepubliceerd in 1823 door Say.
De soort komt voor in het Nearctisch gebied.